# Hípotes
Hípotes (griego antiguo: Ἱππότης, latín: Hippŏtes) es un personaje de la mitología griega, referido como el padre de Eolo.

En la Odisea se lo menciona en la forma de patronímico: 
«Arribamos a Eolia, la isla que tiene su sede un varón de los dioses querido, el Hipótada Eolo; es aquélla flotante y un muro irrompible de bronce la defiende en redor; lisas suben del mar las escarpas».
Diodoro Sículo da una versión más complicada:
«En este tiempo anterior, el resto de los hijos de Eolo, hijo de Helén, hijo a su vez de Deucalión, se establecieron en los lugares antes citados, pero Mimante se quedó y reinó en Eólide. Hípotes, nacido de Mimante, engendró a Eolo con Melanipe, y Arne, que era hija de Eolo, fecundada por Poseidón, concibió a Beoto».